# Antiguas poblaciones humanas del norte de Neuquén

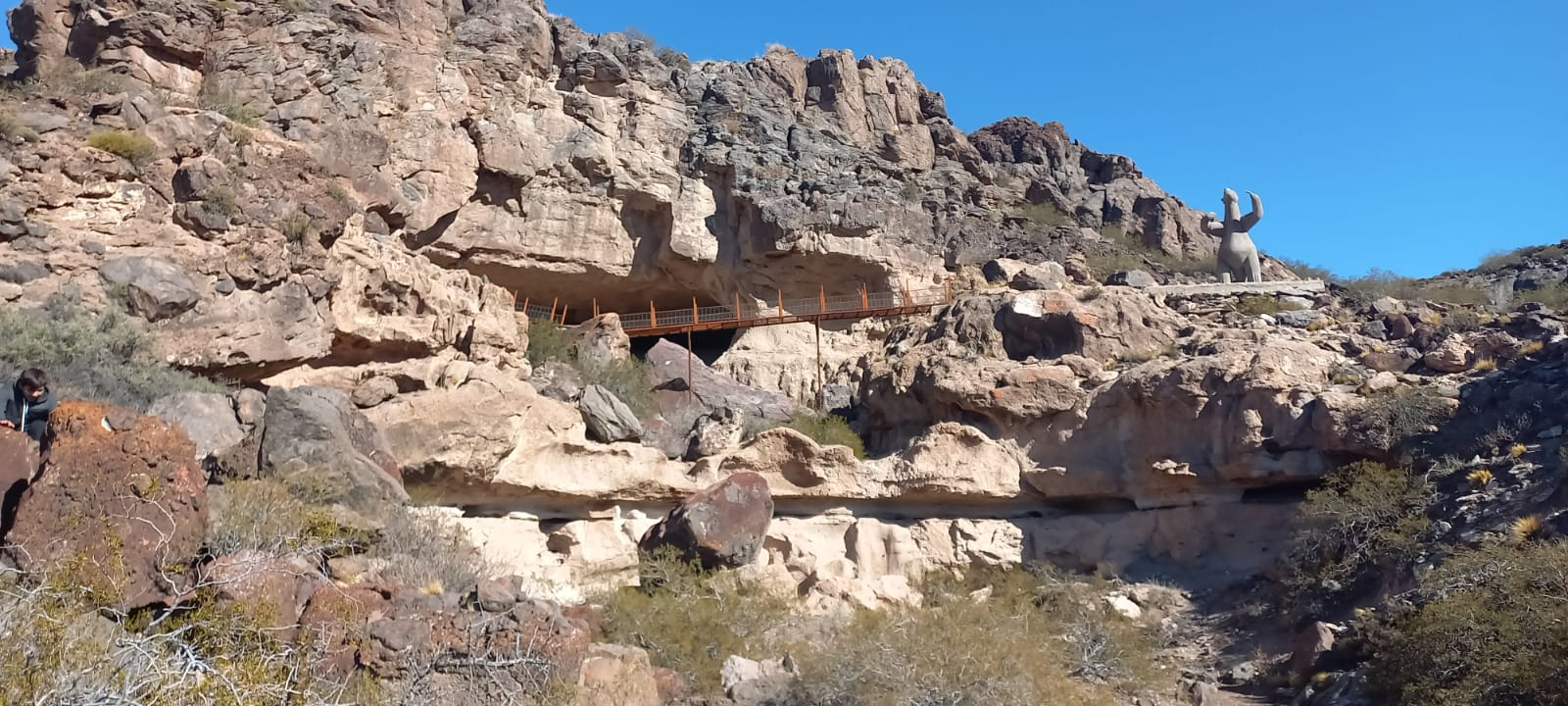
Cueva del Huenul, Buta Ranquil Neuquén

El poblamiento del norte de la provincia del Neuquén por grupos humanos comenzó hace al menos 17.000 años, durante el Holoceno Temprano según las estimaciones hechas a partir de fechados radiocarbónicos y datos moleculares. Las identidades étnicas que se conocen actualmente tienen relación con las sociedades que encontraron los europeos cuando arribaron al territorio, durante el siglo XVI y XVII. Sin embargo, diferentes poblaciones habitaron la zona durante todo ese período hasta la actualidad.
Las evidencias más antiguas de ocupación humana en el norte neuquino se remontan a más de 12.000 años, en la cueva Huenul. Esos datos se obtuvieron mediante fechados realizados sobre material cultural, es decir restos de la actividad humana, como carbón de fogones, restos de vegetales, o huesos de guanacos con marcas de consumo. En Huenul han sido halladas cuatro pinturas rupestres, La más antigua de las cuales data de hace 8.200 años.
Los sitios con entierros humanos más antiguos han arrojado fechados más recientes que los sitios con restos culturales. Esto se puede deber a diferentes factores. La tafonomía humana es la disciplina que estudia estos procesos. Por un lado, los grupos humanos eran pequeños, por lo tanto la cantidad de entierros habría sido reducida. De esos entierros, no se preservaron todos sino que cada caso depende de las características del ambiente y del sedimento donde fueron depositados los restos mortales. A su vez, el tiempo transcurrido desde el momento del entierro hasta la actualidad es un factor que puede afectar algunas variables de preservación. Por último, sólo aquellos entierros que fueron hallados y estudiados aportan datos. 
Los sitios con entierros humanos más antiguos estudiados en el norte neuquino son Aquihuecó y Hermanos Lazcano. Estos sitios se destacan por ser los más antiguos y grandes de Neuquén, y también de la Patagonia. Los restos humanos de esos sitios tienen una antigüedad de entre 3600 y 4500 años. Es interesante la cantidad de individuos depositados en la misma área circunscripta (en términos occidentales actuales sería un cementerio) estimado en al menos 64 individuos entre hombres, mujeres y niños. Ello da cuenta de una utilización del mismo espacio recurrentemente durante casi mil años, es decir unas 35 generaciones.